# Лернаїн Арцах
«Лернаїн Арцах» (вірм. Ֆուտբոլային Ակումբ „Լեռնային Արցախ“ Ստեփանակերտ) — нагірно-карабахський та вірменський футбольний клуб з міста Степанакерт. Виступає в Першій лізі чемпіонату Вірменії. Заснований 1927 року, назва клубу в перекладі з вірменської мови означає «Горці Арцаху».

## Хронологія назв
- 1927—1960: «Динамо» (Степанакерт)
- 1960—1989: «Карабах» (Степанакерт)
- 1989—1992: «Арцах» (Степанакерт)
- 1992—1995: розформований у зв'язку з військовими діями
- 1995—1999: «Карабах» (Єреван)
- 1999 — «Карабах» (Степанакерт)
- 1999—2002: «Карабах» (Єреван)
- 2002—2004: «Лернаїн Арцах» (Єреван)
- 2004 — «Лернаїн Арцах» (Степанакерт)
- 2004—2007: «Лернаїн Арцах» (Єреван)
- з 2008 — «Лернаїн Арцах» (Степанакерт)

## Історія

### «Динамо» (1927—1960)
Заснований 1927 року, одразу ж увійшов до спортивного товариства «Динамо». На базі вище вказаного товариства утворено безліч команда в містах Радянського Союзу. Однак перший час команда виступала в республіканських та регіональних турнірах. Перша поява в серйозних турнірах СРСР припала 1950 рік, у розіграші Кубку СРСР. Проте перший млинець вийшов грудкою: поразка від одеського «Харчовика» з рахунком 0:2.

### «Карабах» (1960—1989)
У чемпіонатазх СРСР команда дебютувала 1969 року. У закавказької зоні Класу Б команда (виступала на той час назву «Карабах») зайняла 17-е місце, наступного року — 12-е. Пропустивши сезон в 1972 року команда взяла участь в 1973 році, за підсумками якого зайняла 19-е місце й на 5 років зникла з футбольного горизонту, ознаменувавши тимчасовий спад в клубі. У 1977 році клуб став чемпіоном республіки. Окрім чемпіонських медалей клуб завоював право виступати в другій лізі. В цей час за команду виступали колишні чемпіони в складі єреванського «Арарату» Оганес Заназанян та Сурен Мартиросян. За підсумками свого другого сезону перебування в другій лізі команда завоювала бронзові медалі. Команда від сезону до сезону виступала з перемінним успіхом. Зокрема, бронза в 1979 році, ознаменувалася 11-м місце в 1980 році. Зайнявши 4-е місце в 1981 році, команда в 1982 опинилася на 12-му. Подальший успіх до клубу прийшов в 1985 році, коли окрім 5-го місце в першості клуб вперше дійшов і до фіналу Кубка ВС ДСО профспілок.
Через 37 років, в 1986 році, після невдалого дебюту в кубку, команда взяла участь в даному турнірі. Основний час матчу завершився внічию 1:1, але в серії післяматчевих пенальті 4:2 перемогу святкували львівські «Карпати». Величезний вплив на успіхи клубу мав Размік Аршакович Петросян.

### «Арцах» (1989—1995)
У 1989 році з огляду на напружені етнічні відносини в регіоні керівництво клубу змінює назву на «Арцах», під яким команда виступає останні три чемпіонати СРСР. У грудні того року, за сприяння Католикоса всіх вірмен Вазгена I, команда вперше здійснила закордонне турне. У Сирії вони помірялися силами з командами «Асад» (1 0, 0 0), «Оменмен» (0: 0), «Оменетмен» (1:0) та молодіжної збірною вище вказаної країни (1:2). Рік по тому в Малі «Арцах» переграв з рахунком 3:1 чемпіона Малі та зіграв внічию з національною збірною країни. У тому ж році команда зайняла 4-е місце в чемпіонаті, а в останньому чемпіонаті повторила успіх 1979 року ставши бронзовим медалістом сезону в другій лізі.
У новому сезоні команда не брала участі зважаючи на військові дії на території Нагірного Карабаху. Деякі футболісти клубу перейшли в вірменські клуби, а деякі вирушили на фронт. На полі бою залишилися Варужан Бабаян (без вісті зниклий), Володимир Айріян, Григорій Агаджанян, Ашот Адамян, Лоріс Григорян, Сурен Акопян.

### Вірменський період (1995—2007)

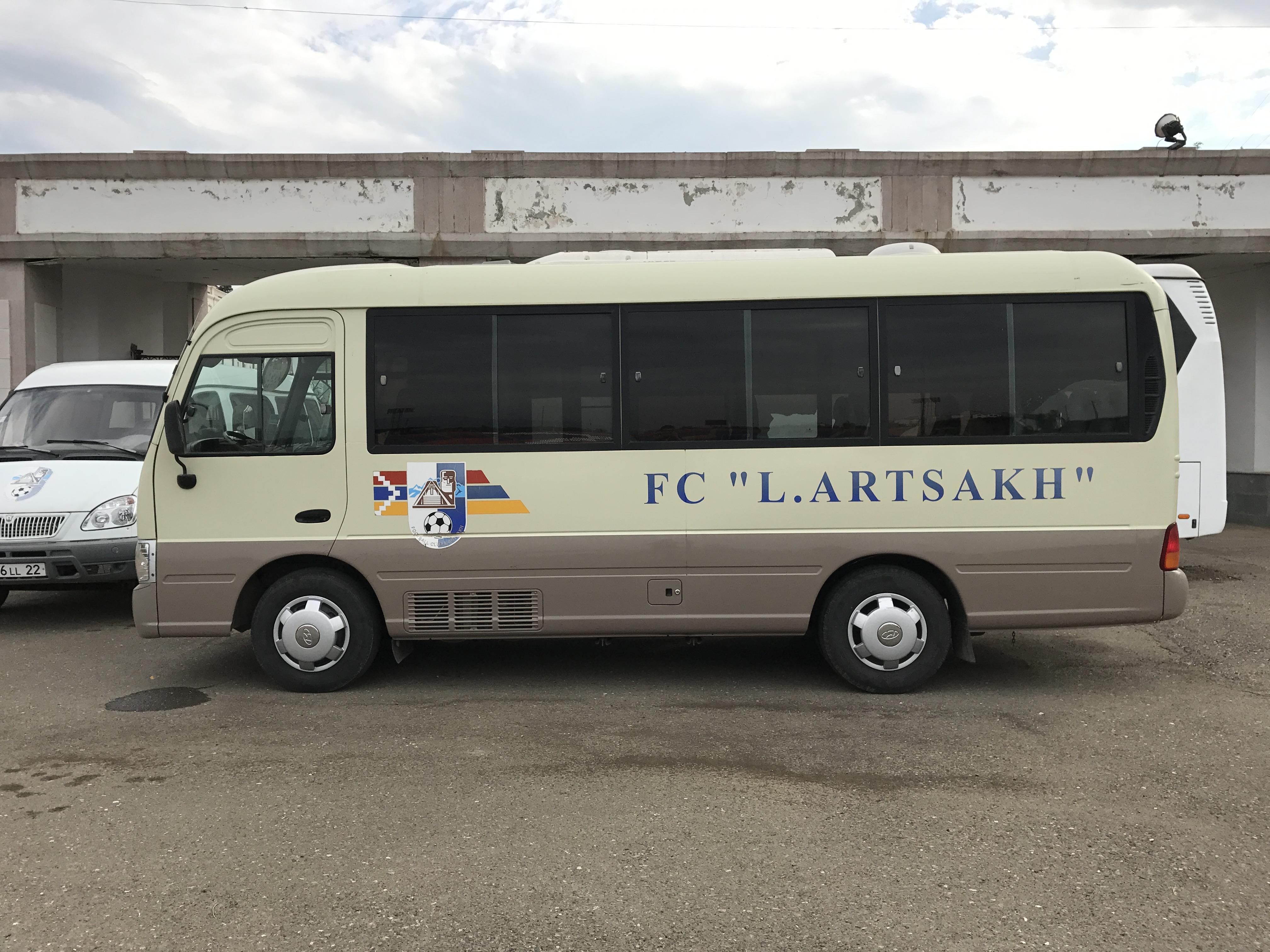
Автобус команди «Лернаїн Арцах»

У 1995 році клуб прийняли до Федерації футболу Вірменії з подальшим включенням до вищої ліги. У вище вказаному сезоні команда посіла 7-е місце в чемпіонаті. Це був найкращий результат у першості Вірменії. Після тричі займаних 8-х місць в чемпіонаті, команда в 1999 році після 15-ти проведених матчів знялася з чемпіонату через фінансові проблеми. Завоювавши срібло 2000 року в Першій лізі клуб повертається в Прем'єр-лігу.  Але провівши два повноцінних сезону клуб в 2003 році відмовився від участі в чемпіонаті Вірменії в знак протесту проти виключення «Арарату». Причина рішення про зняття полягала в фінансовому питанні, рскільки в «Арарата» та «Лернаїн Арцаха» спонсором був ЗАТ «Арцахбанк» очолюваний Грачем Капріеляном. У 2004 році команда знову починає з нижньої стадії. У цьому ж сезоні в неофіційному чемпіонаті НКР прийняла молодіжна команда клубу, де вона стала чемпіоном. Повторно завоювавши срібні медалі Першої ліги команда отримала право брати участь в Прем'єр-лізі. Але участь в 2005 році було перервано. Команда після 11-ти матчів була знята з турніру, і в матчах, які залишилися їй присуджено була поразка з рахунком 0:3. Вже традиційно, розпочавши сезон у Першій лізі, команда втретє завоювала срібло, але на початку 2007 року клуб був знятий з першості Вірменії, а згодом і розформований.

### Новий час (2008—н.ч.)
У 2008 році клуб повернувся до Степанкерта, а наступного року розпочав виступи в чемпіонаті НКР. По ходу сезону 2019 року знялися з чемпіонату НКР, повернулися до Вірменії й у сезоні 2019/20 років стартували в Першій лізі національного чемпіонату.

## Досягнення
- Друга ліга СРСР
  -  Бронзовий призер (2): 1979[8], 1991[9]

- Перша ліга Вірменії
  -  Срібний призер (3): 2000[5][10], 2004[11], 2006[12]

- Чемпіонат Нагірно-Карабахської Республіки
  -  Чемпіон (1): 2009

## Статистика виступів

### Чемпіонат та кубок СРСР
| Сезон | Ліга                             | Місце | Іг | В  | Н  | П  | М     | +/- | О  |   | Кубок | Примітки |
| ----- | -------------------------------- | ----- | -- | -- | -- | -- | ----- | --- | -- | - | ----- | -------- |
| 1950  | не брав участі                   | -     | -  | -  | -  | -  | -     | -   | -  | - | 1/128 | -        |
| 1969  | Клас «Б» СРСР (Закавказька зона) | 17    | 38 | 10 | 12 | 16 | 30-46 | -16 | 32 | - | -     | -        |
| 1970  | Клас «Б» СРСР, РРФСР (2 зона)    | 12    | 34 | 11 | 12 | 11 | 42-57 | -15 | 34 | - | -     | -        |
| 1972  | Друга ліга СРСР (4 зона)         | 19    | 36 | 5  | 8  | 23 | 21-60 | -39 | 18 | - | -     | -        |
| 1978  | Друга ліга СРСР (4 зона)         | 15    | 46 | 18 | 10 | 18 | 53-46 | +7  | 46 | - | -     | -        |
| 1979  | Друга ліга СРСР (4 зона)         | 3     | 46 | 29 | 5  | 12 | 65-38 | +27 | 63 | - | -     | -        |
| 1980  | Друга ліга СРСР (9 зона)         | 11    | 30 | 12 | 4  | 14 | 40-43 | -3  | 28 | - | -     | -        |
| 1981  | Друга ліга СРСР (9 зона)         | 4     | 44 | 19 | 11 | 14 | 69-60 | +9  | 49 | - | -     | -        |
| 1982  | Друга ліга СРСР (9 зона)         | 12    | 32 | 13 | 7  | 12 | 48-42 | +6  | 33 | - | -     | -        |
| 1983  | Друга ліга СРСР (9 зона)         | 10    | 32 | 13 | 5  | 14 | 40-39 | +1  | 31 | - | -     | -        |
| 1984  | Друга ліга СРСР (9 зона)         | 9     | 32 | 15 | 3  | 14 | 42-38 | +4  | 33 | - | -     | -        |
| 1985  | Друга ліга СРСР (9 зона)         | 5     | 30 | 17 | 2  | 11 | 52-41 | +11 | 36 | - | -     | -        |
| 1986  | Друга ліга СРСР (9 зона)         | 9     | 30 | 14 | 2  | 14 | 56-48 | +8  | 30 | - | 1/64  | -        |
| 1987  | Друга ліга СРСР (9 зона)         | 13    | 30 | 12 | 3  | 15 | 34-27 | +7  | 27 | - | -     | -        |
| 1988  | Друга ліга СРСР (1 зона)         | 11    | 38 | 17 | 6  | 15 | 44-38 | +6  | 40 | - | -     | -        |
| 1989  | Друга ліга СРСР (5 зона)         | 6     | 42 | 20 | 8  | 14 | 74-49 | +25 | 48 | - | -     | -        |
| 1990  | Друга нижча ліга СРСР (2 зона)   | 4     | 32 | 19 | 5  | 8  | 72-35 | +37 | 43 | - | -     | -        |
| 1991  | Друга нижча ліга СРСР (2 зона)   | 3     | 38 | 26 | 5  | 7  | 98-45 | +53 | 57 | - | -     | -        |

### Чемпіонат та кубок Вірменії
| Сезон   | Ліга           | Місце | Іг | В  | Н | П  | М     | +/- | О  |   | Кубок | Примітки |
| ------- | -------------- | ----- | -- | -- | - | -- | ----- | --- | -- | - | ----- | --- |
| 1992—95 | не брав участі | -     | -  | -  | - | -  | -     | -   | -  | - | -     | - |
| 1995/96 | Прем'єр-ліга   | 7     | 22 | 8  | 5 | 9  | 29-28 | +1  | 29 | - | 1/4   | - |
| 1996/97 | Прем'єр-ліга   | 8     | 22 | 7  | 4 | 11 | 23-29 | -6  | 25 | - | 1/8   | Через заворушення під час кубкового матчу гра була перервана на 87-й хвилині за рахунку 1:1. Перемога в 1/8 фіналу присуджена ЦСКА (Єреван). |
| 1997    | Прем'єр-ліга   | 8     | 18 | 5  | 3 | 10 | 13-28 | -15 | 18 | - | н/у   | - |
| 1998    | Прем'єр-ліга   | 8     | 20 | 4  | 5 | 11 | 24-37 | -13 | 17 | - | 1/4   | - |
| 1999    | Прем'єр-ліга   | Знята | 15 | 7  | 2 | 6  | 27-21 | +6  | 23 | - | 1/8   | Команда після 15-ти проведених гри знялася з чемпіонату через фінансові проблеми.                                                            |
| 2000    | Перша ліга     | 2     | 16 | 12 | 3 | 1  | 55-12 | +43 | 39 | - | 1/8   | - |
| 2001    | Прем'єр-ліга   | 11    | 22 | 2  | 6 | 14 | 19-63 | -44 | 12 | - | 1/4   | - |
| 2002    | Прем'єр-ліга   | 9     | 22 | 5  | 2 | 15 | 21-52 | -31 | 17 | - | 1/8   | - |
| 2003    | не брав участі | -     | -  | -  | - | -  | -     | -   | -  | - | -     | Команда відмовилася від участі в чемпіонаті Вірменії 2003 року в знак протесту проти виключення «Арарату».                                   |
| 2004    | Перша ліга     | 2     | 30 | 22 | 6 | 2  | 82-20 | +62 | 72 | - | ПР    | - |
| 2005    | Прем'єр-ліга   | 9     | 16 | 3  | 0 | 13 | 14-37 | -23 | 9  | - | н/у   | Команда після 11-ти матчів була знята з турніру. У матчах, які залишилися їй присуджено поразка з рахунком 0:3.                              |
| 2006    | Перша ліга     | 2     | 18 | 12 | 3 | 3  | 57-32 | +25 | 39 | - | н/у   | - |
| 2007    | не брав участі | -     | -  | -  | - | -  | -     | -   | -  | - | -     | Знятий з першості Вірменії, надалі клуб розформували.                                                                                        |

### Чемпіонат та кубок НКР
| Сезон | Ліга         | Місце | Іг | В  | Н | П | М     | +/- | О  |   | Кубок | Примітки                  |
| ----- | ------------ | ----- | -- | -- | - | - | ----- | --- | -- | - | ----- | ------------------------- |
| 2004  | Прем'єр-ліга | 1     | 16 | 15 | 0 | 1 | 91-17 | -   | 45 | - | -     | Відкритий чемпіонат НКР   |
| 2009  | Прем'єр-ліга | 1     | 16 | 15 | 1 | 0 | 99-12 | -   | 46 | - | -     | Утворення чемпіонату НКР. |
| 2010  | Прем'єр-ліга | 2     |    |    |   |   |       |     |    |   |       |                           |
| 2011  | Прем'єр-ліга | 2     |    |    |   |   |       |     |    |   |       |                           |

## Відомі гравці
- Тигран Єсаян
- Оганес Заназанян
- Геворг Каспаров

## Головні тренери клубу
| Головний тренер   | C | Період      |
| ----------------- | - | ----------- |
| Артем Маркаров    |   | 1950-і      |
| Рагім Петросов    |   | 1972        |
| Оганес Заназанян  |   | 1978—1979   |
| Гагік Цатурян     |   | 1988        |
| Беньямін Бабаян   |   | 1989—1991   |
| Гагік Цатурян     |   | 1995        |
| Слава Габріелян   |   | 1995—1996   |
| Карлен Симонян    |   | 1996—1997   |
| Слава Габріелян   |   | 1997—1998   |
| Артем Баласанян   |   | 1998        |
| Самвел Касабоглян |   | 1999        |
| Слава Габріелян   |   | 2001—2005   |
| Аркадій Андріасян |   | 2005        |
| Ерванд Суківсян   |   | 2006—2007   |
| Слава Габріелян   |   | 2007—2008   |
| Микола Казарян    |   | 2008 — 2016 |